# ホバーツ・ファニーズ
ホバーツ・ファニーズ (Hobart's Funnies) は、第二次世界大戦期のイギリス陸軍第79機甲師団やイギリス陸軍王立工兵隊の部隊で開発され運用された一連の特殊車両に対する非公式な呼称である。
この呼称は日本語に直せば"ホバートの愉快な連中"、"ホバートの面白い奴等"といった意味で、ホバートとは第79機甲師団の師団長を務め、これらの車種の開発や運用を主導したパーシー・ホバート少将を意味する。ホバーツ・ファニーズは同時期に開発されたAVRE (Armoured Vehicle Royal Engineers)などと同様に、近代的な戦闘工兵車の元祖といえる存在であった。

## 開発の背景

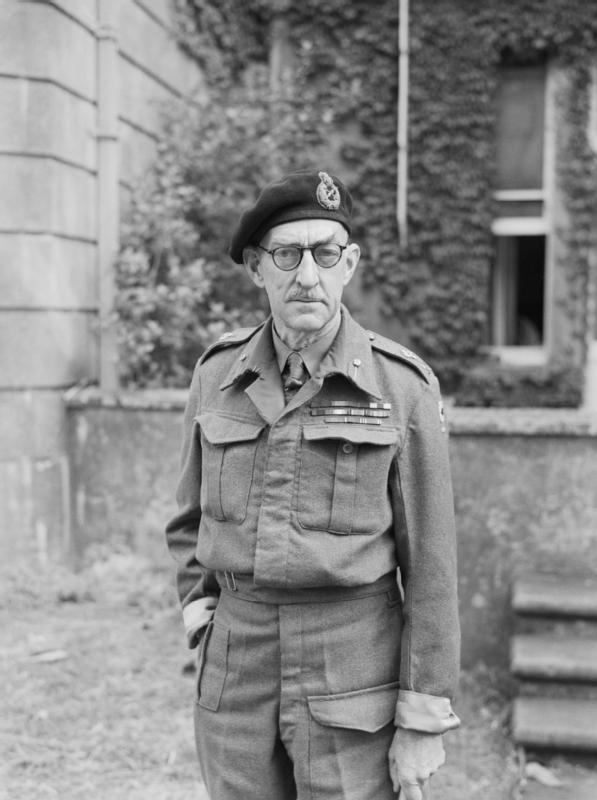
ファニーズを率いたパーシー・ホバート少将

連合軍によるヨーロッパへの上陸作戦は、1942年8月のディエップ上陸作戦の失敗の後、その実現手法が完全に再検討される事となった。上陸作戦成功の為には、侵攻する連合軍の車両が地形・障害物・沿岸に構築された防衛線を克服する必要がある事が明らかとなったのである。
イギリス軍参謀総長であったアラン・ブルック将軍は、1943年にこういった上陸作戦を実行する為の特殊車両部隊の創設を決定し、機甲戦のエキスパートであったパーシー・ホバート少将をその責任者に任命し、車両の開発および人員の訓練に当たらせた。
こういった特殊車両のアイデアの中には既にイギリス軍やその他の軍で試験的に開発され、テスト運用されていたものも少なくなかった。例えばマチルダII歩兵戦車を改造して製作されたスコーピオン地雷処理戦車は1942年のエル・アラメインの戦いで実戦投入され、地雷原処理に成功していたし、ソ連のT-34にも地雷処理ローラーを装備したものがあった。また、戦車の主砲を近接支援用の砲に換装したCS戦車 (Close-support tanks)や架橋戦車も、既存のイギリス軍戦車から改造され運用されていた。
1944年に、ホバート少将はアメリカ軍のアイゼンハワー将軍、イギリス軍のモントゴメリー将軍の二人に、DD戦車 (Duplex Drive tanks)、シャーマン・クラブ地雷処理戦車、チャーチルAVREで編成された旅団および、チャーチル・クロコダイル火炎放射戦車で編成された戦車連隊を披露した。
モントゴメリー将軍はアメリカ軍もこれらの車両を使用するべきであると考えたが、実際に米軍が使用したものは少なかった。アイゼンハワーはDD戦車については好意的に評価したが、その他の車両を米軍が運用するかの判断はブラッドレー将軍に委ねられた。結局、DD戦車以外の"ファニーズ"についてアメリカ軍は、使用する要員の訓練が困難な事や、元々米軍では使用していないチャーチル歩兵戦車シリーズをベースにした車両を導入して修理や補充部品の種類を増やすことを嫌い、導入を見合わせた。
ノルマンディー上陸作戦においてアメリカ軍がオマハ・ビーチへの上陸作戦で大きな損害を出した後、ファニーズの導入を見合わせたブラッドレー将軍の決定は米軍の生存者から批判を受けた。この上陸作戦の後、アメリカ軍は少数のシャーマン・クラブを運用した。

## ファニーズとして知られる車種
ホバーツ・ファニーズとして知られる車種の多くはチャーチル歩兵戦車およびM4シャーマン中戦車から改造されたものである。チャーチルは不整地踏破能力が高く、重装甲で、かつ居住性がよく車体側面ドアからの出入りも可能であった事から数多くの特殊車両のベースとなった。M4シャーマンは機械的信頼性の高さが評価された。

### チャーチル・クロコダイル
チャーチル歩兵戦車を火炎放射戦車に改造した車両。1,800リットルの燃料を搭載可能な装甲トレーラーを車体後部に牽引し、火炎放射装置は車体前方機銃のかわりに装備されている。戦車の主砲はそのまま残されている。
また、同じ火炎放射システムをM4シャーマン戦車に装着したシャーマン・クロコダイル火炎放射戦車がアメリカ軍により製造され運用された。イギリスの工場がチャーチルクロコダイルの生産で手一杯だったためシャーマンクロコダイルはノルマンディー上陸作戦には間に合わず、結局第二次世界大戦中に4両のみ生産され、1945年2月にヨーロッパ戦線で実戦投入された。

### チャーチルAVRE
チャーチル歩兵戦車をベースにした戦闘工兵車で、チャーチルMk.IIIあるいはMk.IVの主砲をバンカー攻撃用のペタード臼砲に換装し、車体前方両側面に特殊機材を装着するアダプターを取り付けたものが基本形である。
チャーチルAVREに装着される特殊機材としては、巻き上げ式の敷設路を搭載した"ボビン"、超壕用の粗朶束を運搬するフレーム、9メートルの橋を30秒で架設可能な突撃橋、地雷処理用のマインプラウ、コンクリート製構造物爆砕用の爆薬を車体前方に保持し起爆する"ダブルオニオン"などさまざまなタイプがあった。

### チャーチルARK
ARKはArmoured Ramp Carrier、アーマード・ランプ・キャリアーという意味で、この車両は突撃橋とは異なり、砲塔を取り外したチャーチル戦車の車体そのものが超壕用の通路になるという車両である。車体の前後には折りたたみ式のランプ（傾斜路）が取り付けられており、展開すると長さ20メートル程度の橋渡しの可能な足場となる車両であった。

### シャーマン・クラブ
M4シャーマンの車体に地雷処理用のマインフレイルを装着した車両。マインフレイルは回転可能なシリンダーに重りつきのチェーンを多数取り付け、シリンダーを回転させてチェーンで地面を叩きつけ、地雷を爆破処理するものである。

### DD戦車
DDとはDuplex Drive（複合駆動）の意味で、この戦車は車体の周囲に取り付けた展開式の浮航用スクリーンを用いることで、上陸作戦時には"水陸両用戦車"といして沖合いの揚陸艦から海岸まで自力で到達し、上陸後は通常の戦車としてそのまま運用できるというものであった。
DD戦車は初期にはバレンタイン歩兵戦車をベースにしたものが製作され訓練で使用されたが、ノルマンディー上陸作戦で実戦投入されたのはM4シャーマン戦車をベースにした"シャーマンDD"であった。

### LVT バッファロー
バッファローはアメリカ製のLVTのイギリス軍における呼称である。LVTは太平洋戦線において既にアメリカ軍が運用を始めており、イギリス軍第79機甲師団においても広く運用された。上陸後の渡河作戦にも投入されている。

### 装甲ブルドーザー
アメリカのキャタピラー社製D7ブルドーザーに装甲板を装着したもので、上陸地点の海岸での障害物処理を目的に開発された。改造はイギリスでのキャタピラー社の輸入代理店であったジャック・オールディング・アンド・カンパニー社で行われた。

### セントー・ドーザー
セントー巡航戦車の砲塔を撤去し、車体にドーザーブレードを装備した車両。上記の装甲ブルドーザーよりも強力な防護が求められる場面での運用を考え開発された。セントー・ドーザーはノルマンディー上陸作戦には間に合わなかったが、その後第79機甲師団の装備となった。
なお、セントー巡航戦車の主砲を95mm榴弾砲に換装したセントーMK.IV CSはイギリス海兵隊装甲支援群によってノルマンディー上陸作戦に投入されており、これは、ほとんどが訓練に使用されたセントー巡航戦車の数少ない実戦参加記録となっている。

### シャーマンBARV
この車両は第79機甲師団の装備ではなく、厳密にはホバーツファニーズの一員といえるかは疑わしい。しかしながら同時期に運用されたユニークな特殊車両である事は間違いない。
"BARV"とはビーチ・アーマード・リカバリー・ビークル(Beach　Armoured Recovery Vehicle)すなわち"沿岸装甲回収車"というような意味で、M4A2シャーマン戦車の砲塔を取り外し、代わりに背の高い防水構造物を取り付けた装甲回収車であった。これは深さ2.7メートルの海中での行動が可能で、水没したり浅瀬で擱座した装甲車両の回収や、浜に乗り上げた上陸用舟艇を海に押し戻す作業を行うためのものであった。乗員には海中で回収用ワイヤーの取り付けを行うための潜水士が含まれていた。ノルマンディー上陸作戦には約60両のシャーマンBARVが投入された。

## 画像

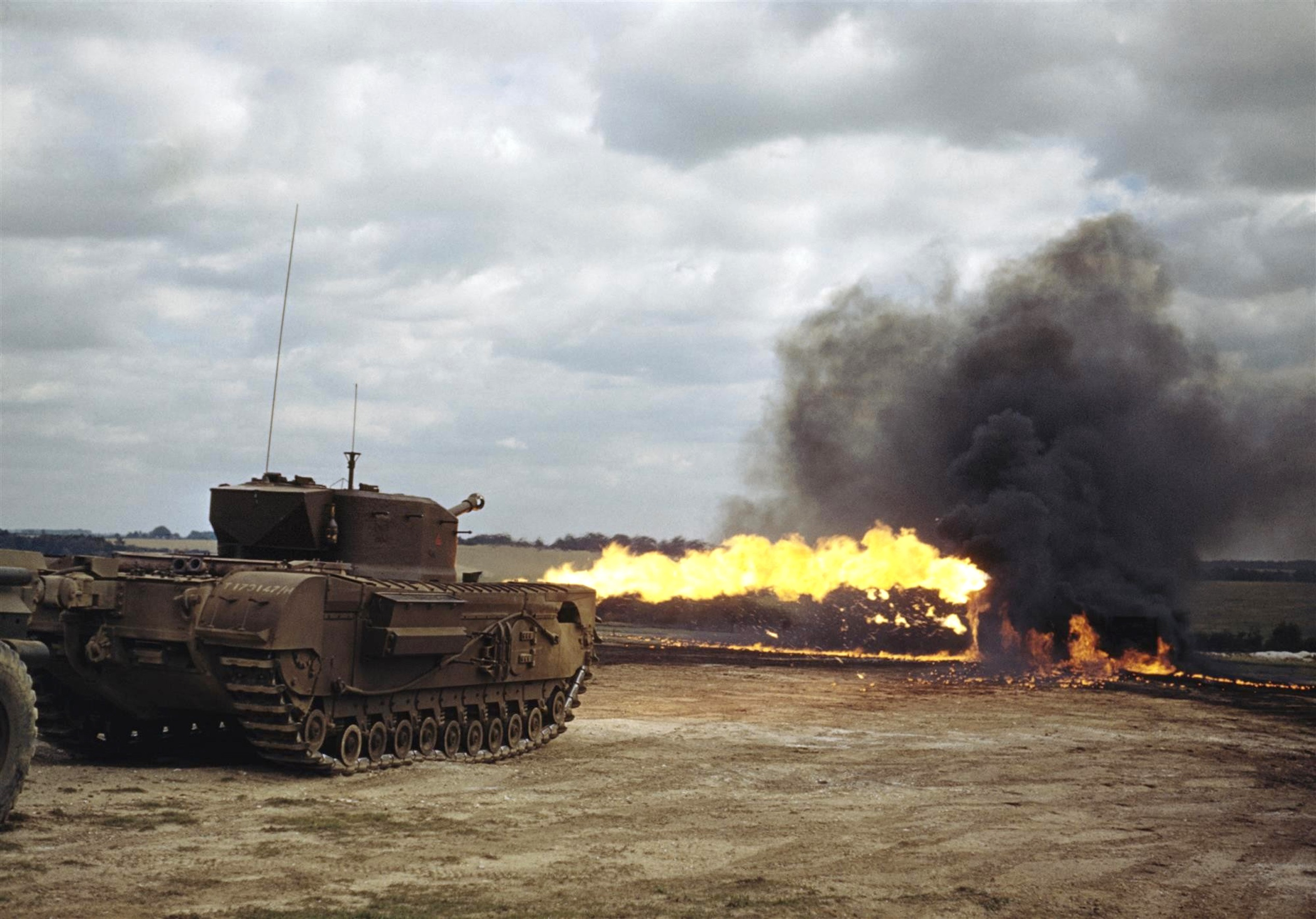
チャーチル・クロコダイル
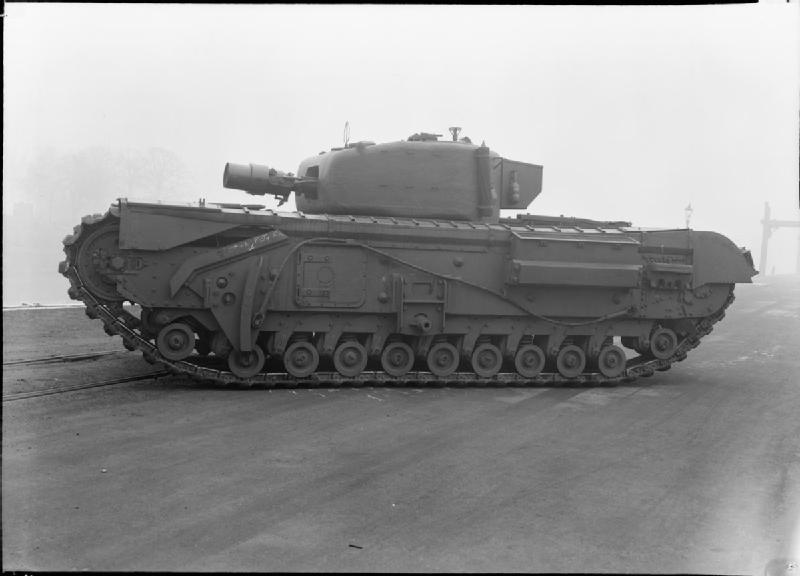
チャーチルAVREの基本モデル。
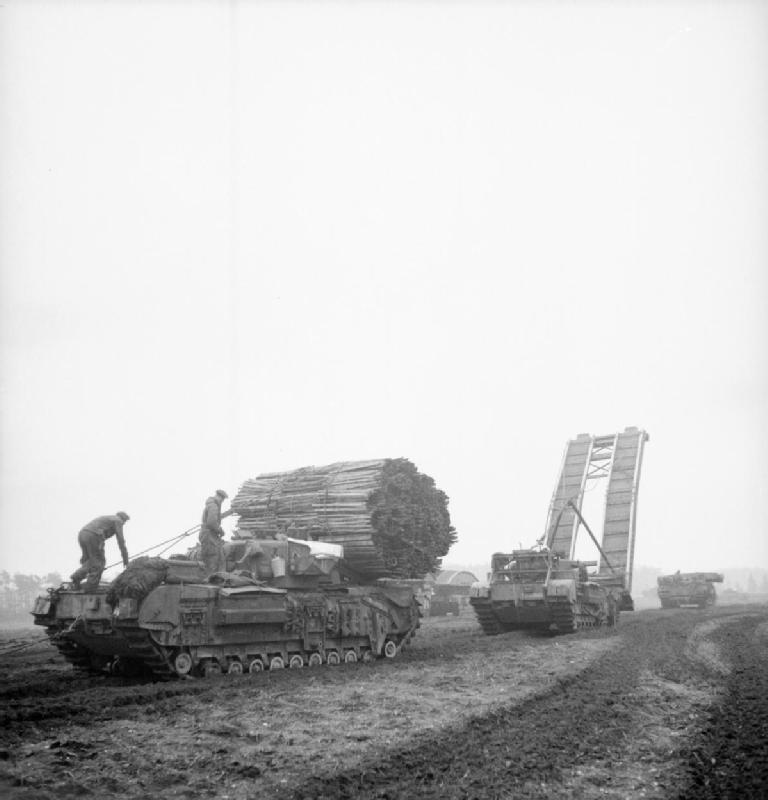
粗朶束を搭載したAVREと、架橋戦車型AVRE。
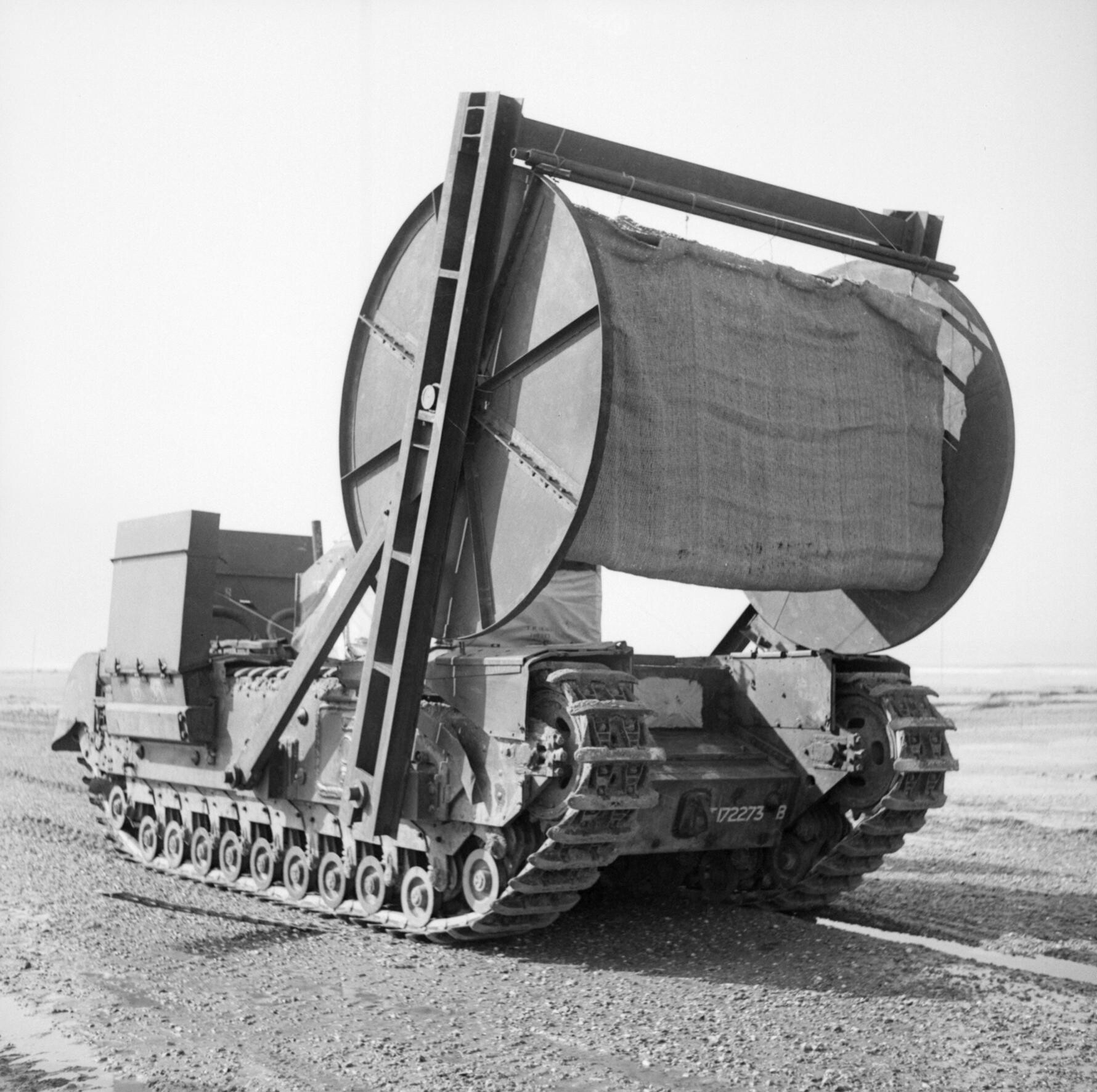
チャーチルAVRE"ボビン"
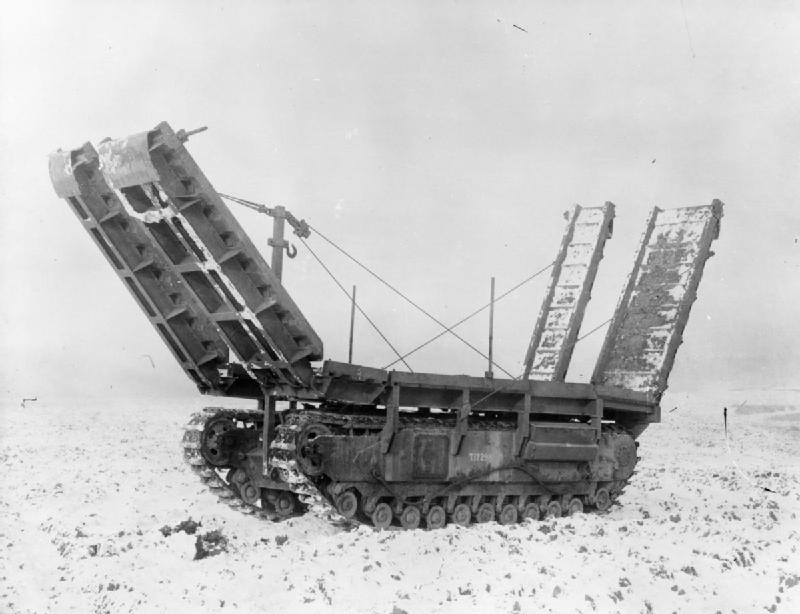
チャーチルARK
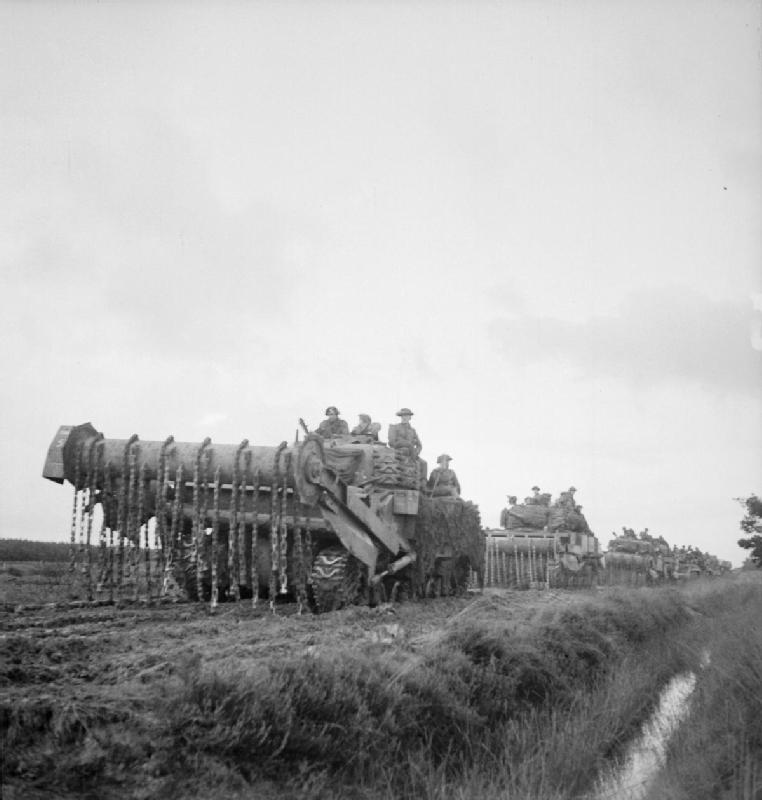
シャーマン・クラブ
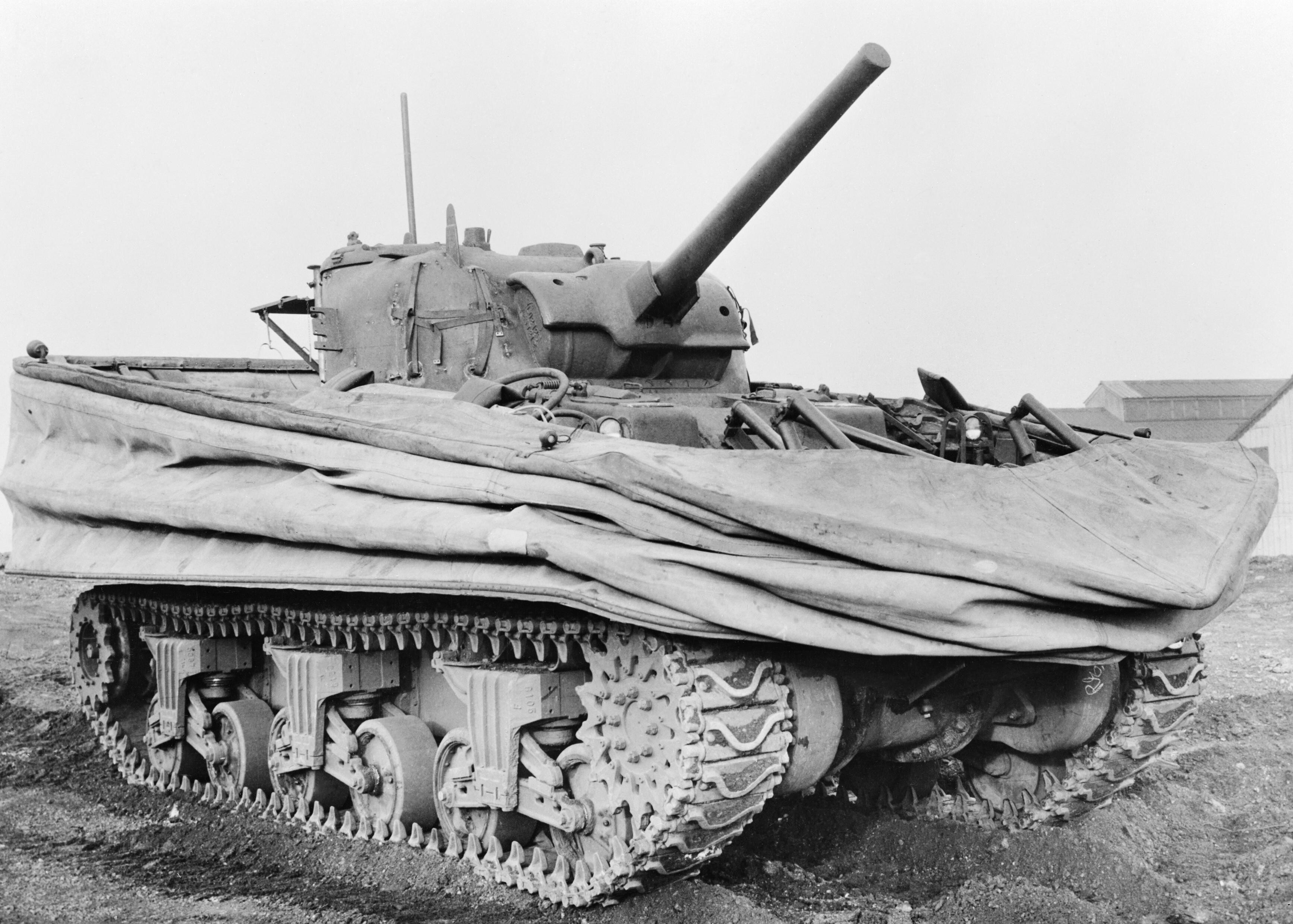
シャーマンDD
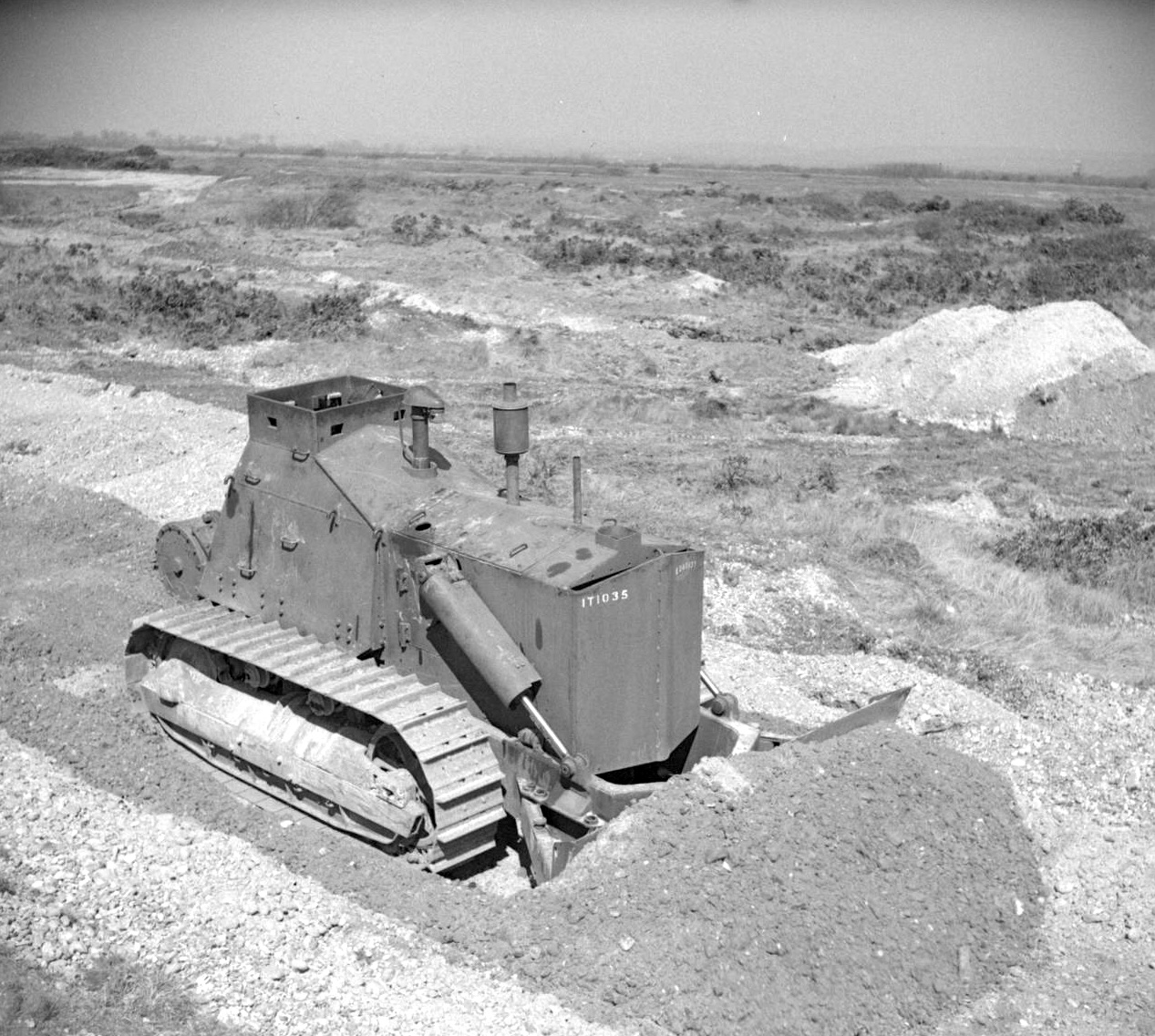
キャタピラーD7装甲ブルドーザー
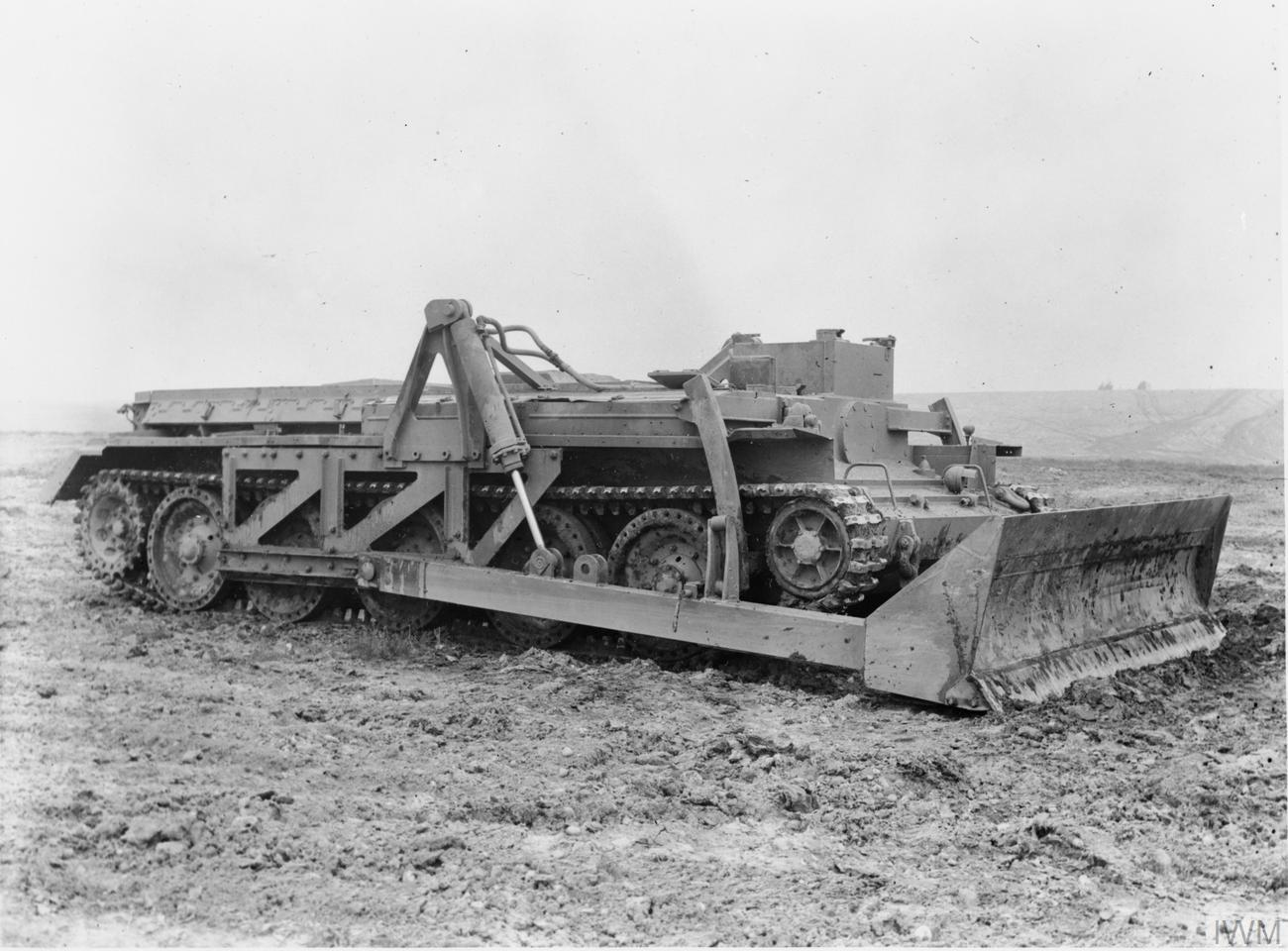
セントー・ドーザー
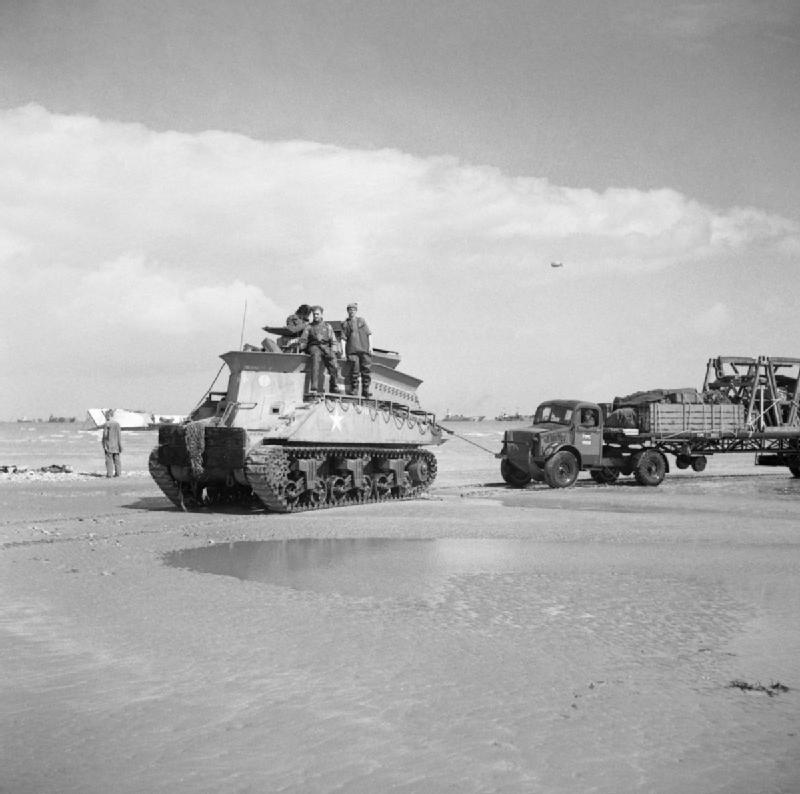
シャーマンBARV

## 第二次世界大戦後の運用
チャーチル・クロコダイルやセントー・ドーザーは朝鮮戦争においてもイギリス軍によって使用された。また、チャーチルAVRE、シャーマンBARVは1960年代まで運用されたものもあり、その後は同様の目的をもって開発されたセンチュリオンAVRE、センチュリオンBARVによって引き継がれた。